# Єнот японський
Єнот японський, або танукі (Nyctereutes viverrinus) — вид хижих ссавців, ендемік Японії.

## Таксономічні примітки
Запропоновано класифікувати єнота японського як окремий вид на основі хромосомних (2n = 38 у N. procyonoides і 2n = 54 у континентальних єнотів), молекулярних та морфологічних відмінностей між японською та материковою популяціями.
Підвид Nyctereutes procyonoides albus, підтверджений на основі порівняльного морфометричного аналізу, має бути позначений як Nyctereutes viverrinus albus.

## Морфологічна характеристика
Вага від 3 до 6,2 кг. Довжина тіла 29–65 см, хвіст 16–21 см, а висота 20 см. Самці й самиці однакового розміру. Колір шерсті варіюється від жовтого до сірого або червонуватого; дитинчата чорного кольору. Ноги і груди темні. Конституція огрядна, ноги короткі, хвіст волохатий, чорна маска лиця є помітною рисою. Вуха невеликі, морда гостра, на щоках є довге волосся. В цілому шерсть коротша ніж у материкових єнотів; череп і зуби менші. 

## Середовище проживання
На Японському архіпелазі вид присутній на всьому Хоккайдо, Хоншю, Шікоку, Кюшю, Аваджі, Садо та інших островах Японії, за винятком островів на південь від Кюшю (наприклад, острови Окінава, острови Нансей, острови Міяко та Оґасавара); інтродукований на острів Якушіма. 
Щільність популяції єнота японського (від 0,46 до 0,86/га) більша, ніж у Європі (від 0,0014 до 0,048/га).

## Поведінка
N. procyonoides живуть переважно поодинці, але можуть проживати в сімейних групах. Вони переважно активні вночі, але також рухаються й удень. Можуть бути активними протягом усієї зими, але більше переміщаються. Не є територіальними. N. procyonoides всеїдні; більшість раціону становлять плоди, насіння, комахи й морські тварини. Особливо взимку риба та тушки є важливим джерелом їжі. Їхній зір відносно поганий, і коли вони полюють, їм доводиться покладатися переважно на інші органи чуття. N. procyonoides живуть 7–8 років у дикій природі, а в неволі до 13 років.

## Взаємовідносини з людьми
У Японії на єнотів полюють як на шкідників. Їх також ловлять на м'ясо, а волосся використовують у щітках. Однак єноти відносно поширені, особливо в міських районах на південному сході Японії. Значна кількість єнотів гине від зіткнення з транспортом. Загрозами також є хвороби (короста, чумка собак, сказ) й завезені з материка як домашні тварини єноти, яких випустили в дику природу.